# Jerezano (toureiro)
Luis Parra Garcia "Jerezano", toureiro andaluz nascido em Jerez de la Frontera em 6 de fevereiro de 1942.
Toma o alternativa na sua cidade natal de nascimento de maio a 1 1964 nas mãos de Miguel Baez Espuny "O Litri", que deu a morte do touro Insensato do Bohorquez, confirmando em Madrid, atrocinado pelo Gregorio Sanchez, em 29 do mesmo mês e ano.